# Трамвай «Карачи»
Трамвай «Карачи» (англ. Karachi tram) — трамвай в городе Мельбурн, украшенный представителями пакистанской диаспоры.

## Описание трамвая

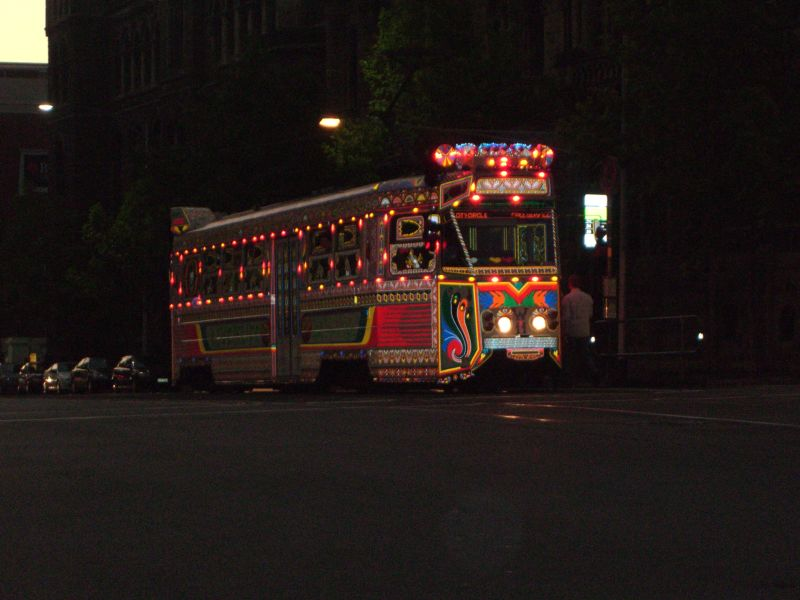
Трамвай «Карачи» ночью

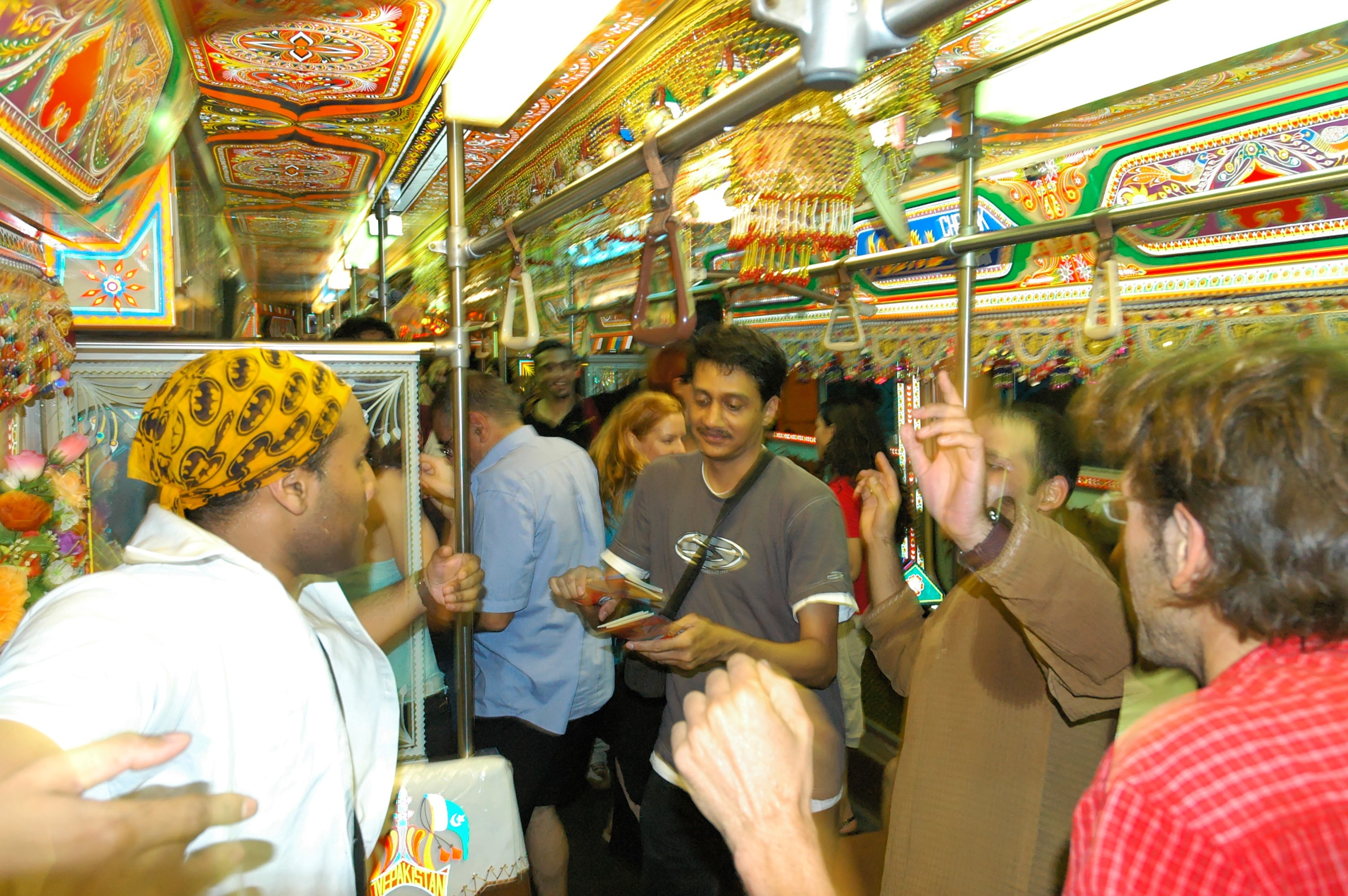
Внутри трамвая

По бокам трамвая нанесена надпись на языке урду (с переводом на английский язык): «Любовь — это жизнь». Этот трамвай ежедневно ездит по своему маршруту вокруг всего города, причём проезд бесплатный для всех пассажиров. Дизайн трамвая был разработан по образцу общественного транспорта города Карачи, где трамваи ездили в ярких самоклеящихся наклейках, которые вырезаются вручную. Внутри трамвая есть шарики под потолком, разноцветные ткани и монетки висят вокруг окон. Также внутри есть пакистанский и австралийский флаги, символизирующие дружественные отношения между двумя странами.
Ваджид Али и его команда декораторов четыре месяца вырезали наклейки и ткани в Карачи для украшения данного трамвая. Затем они приехали в Мельбурн и ещё в течение шести недель наклеивали украшения на 30-летний трамвай, который был приготовлен к списанию с рейса.
Внутри трамвая проводник вручает билет, который содержит сообщение: «У каждого своя собственная судьба». Существует ряд других сувенирных билетов, каждый из которых имеет надпись на урду и его английский перевод. За спиной у водителя на стенке написано сообщение: «Уважайте старших, путешествуйте в тишине». В то же время в трамвае играет пакистанская музыка, причём достаточно громко, заглушая шум двигателя трамвая.